# Busted Stuff
Busted Stuff es el quinto álbum de estudio del grupo estadounidense de rock Dave Matthews Band (DMB), lanzado por RCA Records el 16 de julio de 2002.
Nueve de las once pistas de este álbum son versiones regrabadas de canciones que surgieron inicialmente en el proyecto abandonado del año 2000 lllamdo The Lillywhite Sessions. Where Are You Going y You Never Know fueron las dos canciones que no fueron parte de esas sesiones, y la primera fue lanzada como el primer sencillo. El álbum también fue lanzado en formado Enhanced CD.

## Grabación
El trabajo en el álbum comenzó en enero de 2002 en Record Plant Studios en Sausalito, California. El grupo había estado probando gran parte del material del fallido Lillywhite Sessions y pensaron que esas canciones merecián estar en el álbum. Matthews retocó muchas de las letras mientras que el resto del grupo continuó trabajando en los arreglos. Durante el proceso de grabación, dos nuevas canciones fueron creadas: "Where Are You Going" y "You Never Know".
Este es el primer álbum que el grupo grabó sin ningún invitado especial.

## Lista de canciones
Todas las canciones fueron escritas por David J. Matthews.
1. "Busted Stuff" – 3:48
2. "Grey Street" – 5:08
3. "Where Are You Going" – 3:53
4. "You Never Know" – 5:54
5. "Captain" – 3:46
6. "Raven" – 5:38
7. "Grace Is Gone" – 4:38
8. "Kit Kat Jam" – 3:35
9. "Digging a Ditch" – 4:47
10. "Big Eyed Fish" – 5:04
11. "Bartender" – 8:32

## Canciones que no fueron incluidas
Las siguientes fueron canciones que fueron grabadas durante las sesiones, pero que finalmente no fueron incluidas en el álbum:
- "JTR" - Grabada anteriormente durante las Lillywhite Sessions
- "Sweet Up and Down" - Grabada anteriormente durante las Lillywhite Sessions
- "Monkey Man" - Grabada anteriormente durante las Lillywhite Sessions
- "Counting the Stars" – Una versión temprana de una canción que fue fusionada con otra música para convertirse en "You Never Know"
- "Save Me" - Regrabada más adelante por Dave Matthews en su álbum Some Devil
- "Gravedigger" - Surgió como un mini-jam que el grupo intentó, pero finalmente canceló. Regrabada más adelante por Dave Matthews en su álbum Some Devil

## DVD extra
Busted Stuff vino con un DVD extra titulado: Some Other Stuff. Incluye dos presentaciones en vivo desde Boulder, Colorado del 11 de julio de 2001. Las dos canciones fueron "When the World Ends" y "Bartender". La pista de solo audio en 5.1 de "Bartender" también estaba en este DVD y es la única canción de estudio de Dave Matthews Band disponible en 5.1 real.

## Créditos
Dave Matthews Band
- Carter Beauford – batería
- Stefan Lessard – bajo, dobro, piano, órgano Hammond
- Dave Matthews – guitarra acústica y eléctrica, vocliasta principal
- LeRoi Moore – saxofón, penny whistle, flauta
- Boyd Tinsley – violín, violín eléctrico

Personal técnico
- Productor — Stephen Harris
- Ingeniería de sonido — John Nelson
- Mixing — John Alagía
- Masterización — Ted Jensen
- Asistente — Jonathan Adler
- Dirección de arte — Danny Clinch, Catherine Dee, Thane Kerner
- Relaciones artísticas — Pat McGuire
- Fotografía — Danny Clinch
- Fotógrafo asistente — Gary Ashley
- Diseño — Danny Clinch, Catherine Dee, Thane Kerner
- Collage Digital — Thane Kerner

## Listas
| Año  | Lista               | Posición |
| ---- | ------------------- | -------- |
| 2002 | The Billboard 200   | 1        |
| 2002 | Top Canadian Albums | 1        |
| 2002 | Top Internet Albums | 1        |